# Cnidocyste
Ne doit pas être confondu avec cnidocyte.

Schéma du derme oral d'un polype.

Le cnidocyste, aussi appelé cnida, est une capsule urticante composée de collagène qui se développe dans un cnidocyte et qui contient un tubule qui explose quand elle est actionnée.

## Description
Les cnidocystes sont des organites qui ne peuvent se répliquer eux-mêmes et qui sont sécrétés par l'appareil de Golgi. Ils sont considérés comme les organites de sécrétion les plus complexes du règle animal.

## Types de cnidocystes
Il existe trois types de cnidocystes : les nématocystes, les spirocystes et les ptychocystes.